# Championnats du monde de patinage de vitesse sur piste courte 2001
Les Championnats du monde de patinage de vitesse sur piste courte 2001 se tiennent du 29 au 31 mars à Jeonju en Corée du Sud.

## Résultats

### Hommes
| Êpreuve                      | Or               | Argent             | Bronze             |
| 29 mars : 1500 mètres        | Marc Gagnon      | Ryoung Min         | Satoru Terao       |
| 30 mars : 500 mètres         | Jiajun Li        | Jonathan Guilmette | Maurizio Carnino   |
| 31 mars : 1000 mètres        | Jiajun Li        | Apolo Anton Ohno   | Ryoung Min         |
| 31 mars : 3000 mètres        | Apolo Anton Ohno | Marc Gagnon        | Jonathan Guilmette |
| 31 mars : 5000 mètres relais | États-Unis       | Canada             | Chine              |
| Classement général           | Jiajun Li        | Apolo Anton Ohno   | Marc Gagnon        |

### Femmes
| Êpreuve                      | Or            | Argent           | Bronze           |
| 29 mars : 1500 mètres        | Yang Yang (A) | Evgenia Radanova | Marie-Ève Drolet |
| 30 mars : 500 mètres         | Chunlu Wang   | Yang Yang (A)    | Yang Yang (S)    |
| 31 mars : 1000 mètres        | Yang Yang (A) | Chunlu Wang      | Yang Yang (S)    |
| 31 mars : 3000 mètres        | Yang Yang (A) | Chunlu Wang      | Evgenia Radanova |
| 31 mars : 3000 mètres relais | Chine         | Corée du Sud     | Bulgarie         |
| Classement général           | Yang Yang (A) | Chunlu Wang      | Evgenia Radanova |

## Tableau des médailles
| Rang | Nations      | Médaille d'or | Médaille d'argent | Médaille de bronze | Total |
| ---- | ------------ | ------------- | ----------------- | ------------------ | ----- |
| 1    | Chine        | 9             | 4                 | 3                  | 16    |
| 2    | États-Unis   | 2             | 2                 | 0                  | 4     |
| 3    | Canada       | 1             | 3                 | 3                  | 7     |
| 4    | Corée du Sud | 0             | 2                 | 1                  | 3     |
| 5    | Bulgarie     | 0             | 1                 | 3                  | 4     |
| 6    | Japon        | 0             | 0                 | 1                  | 1     |
| -    | Italie       | 0             | 0                 | 1                  | 1     |